# Molophilus (Molophilus) promeces
Molophilus (Molophilus) promeces is een tweevleugelige uit de familie steltmuggen (Limoniidae). De soort komt voor in het Australaziatisch gebied.